# Santiago Cafiero

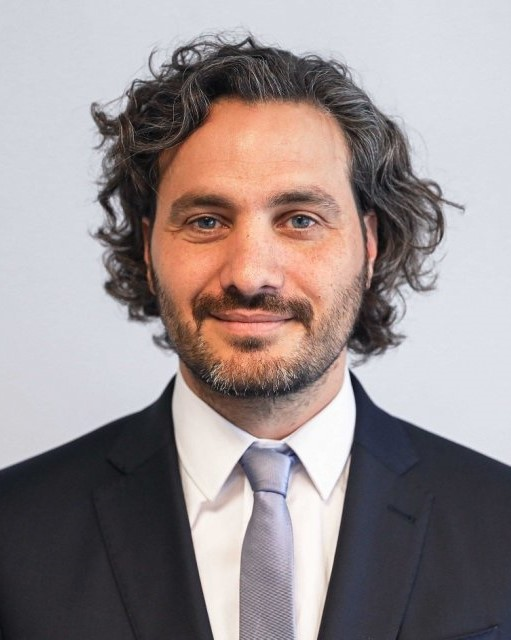
Santiago Cafiero (2019)

Santiago Andrés Cafiero (* 30. August 1979 in San Isidro) ist ein argentinischer Politiker der Partei Partido Justicialista. Er war von 2019 bis 2021 unter Präsident Alberto Ángel Fernández Chef des Ministerkabinetts und vom 20. September 2021 bis 10. Dezember 2023 Außenminister von Argentinien.

## Leben und Karriere
Cafiero stammt aus San Isidro, einem Vorort von Buenos Aires. Sein Großvater, Antonio Cafiero, war Minister für Außenhandel unter Juan Perón und Gouverneur von Buenos Aires; sein Vater, Juan Pablo Cafiero war Minister für Soziale Entwicklung unter Fernando de la Rúa. Santiago Cafiero engagierte sich bereits mit 15 Jahren in der Jugendorganisation Juventud Peronista in seiner Heimatstadt. Nach dem Schulabschluss studierte er Politikwissenschaften an der Universidad de Buenos Aires und Public Policy an der Universidad Torcuato Di Tella.
Im Jahr 2007 wurde Cafiero auch Dank persönlicher Kontakte im Wirtschaftsministerium angestellt. Er wurde 2008 zum Vorsitzenden des Ortsverbandes der Partido Justicialista in San Isidro gewählt und war 2011 und 2015 der Bürgermeisterkandidat der Partei. Von 2009 bis 2017 war er Mitglied des Gemeinderates seiner Heimatstadt.
Ab 2010 war Cafiero unter anderem auf Provinzebene unter Daniel Scioli als Staatssekretär für Industrie, Handel und Bergbau, Staatssekretär für Sozialpolitik und Staatssekretär für Modernisierung tätig. Seit 2017 und der gemeinsamen Unterstützung des Senatoren-Wahlkampfs von Florencio Randazzo gilt er als Vertrauter von Präsident Fernández. Mit diesem Wahlkampf stellte er sich gegen die Kandidatin Cristina Fernández de Kirchner, was Cafiero später als Fehler bezeichnete.
Am 29. Oktober 2019 gewann Alberto Fernández die Präsidentschaftswahlen. Bei der offiziellen Bekanntgabe der Zusammensetzung seines neuen Kabinetts am 6. Dezember 2019 ernannte der gewählte Präsident Fernández Cafiero zu seinem Kabinettschef, welches er am 10. Dezember 2019 antrat.
Am 20. September 2021 wurde Cafiero als Nachfolger von Felipe Solá zum neuen Außenminister ernannt und durch Juan Manzur als Kabinettschef ersetzt. Er behielt dieses Amt bis zum 10. Dezember 2023. 